# Литвинов, Николай Павлович (издатель)
Никола́й Па́влович Литви́нов (16 апреля 1865, Пенза, Пензенская губерния, Российская империя — 27 декабря 1937, Новосибирск, РСФСР, СССР) — новониколаевский предприниматель, журналист, издатель газет и книг, общественный деятель, сыгравший значительную роль в истории города.

## Биография
Родился 16 апреля 1865 года в Пензе в рабочей семье. Отец был каменщиком, мать — прачкой.
Окончил уездное училище, после чего устроился на работу в типографию. В 1885 году окончил фельдшерскую школу, потом восемь лет работал ординатором в терапевтическом, туберкулезном и психиатрическом отделениях Пензенской городской больницы.
Почти два года трудился в селе Болотниково (Пензенская губерния) в земской сельской больнице.
В 1893 году прибыл в село Кривощёково на строительство железнодорожного моста через Обь, возле которого впоследствии возник город Ново-Николаевск (ныне — Новосибирск). Здесь он организовал врачебный пункт, в котором сначала лечил крестьян, затем его пациентами стали мостостроители, а потом строители станции и депо.
В 1897 году Литвинов основал первый книжный магазин. В 1899 — читальную комнату и справочную службу.
В 1900 Литвинов создает первую в городе типографию, за время её работы были изданы «Финансовые отчёты Ново-Николаевской Городской Управы», «Отчёты Ново-Николаевского общества взаимного страхования имуществ от огня», «Устав Российского Общества Красного Креста» и т. д.
В 1904 в типографии был создан «Альбом видов города Ново-Николаевска. 1-е десятилетие», в 1905 году издана брошюра «Годовщина города Ново-Николаевска», в которой Литвиновым были собраны различные сведения о городе.
В качестве фельдшера участвовал в Русско-японской войне.
30 марта 1906 года типография Литвинова издаёт первую новониколаевскую газету «Народная летопись».
В 1907 году Литвинов был избран городским старостой, но томский губернатор не утвердил его в этой должности.
В 1917 году предприниматель продал свою типографию кооперации Закупсбыт, работу с газетами он перепоручил группе рабочих, а сам уехал на Алтай на озеро Горькое, где начал строительство курорта «Лебяжий».
С 1920 по 1924 год Литвинов работает над созданием здравоохранения в Рубцовском уезде.
В 1925 году Николай Литвинов вернулся в Ново-Николаевск (с 1926 — Новосибирск), где начинает работать в городской клинической больнице № 4. Несмотря на 60-летний возраст он вновь принимает активное участие в общественной жизни города. Благодаря его инициативе выходит «Весь Ново-Николаевск 1924–1925 гг.», справочная книга с ценными историческими и статистическими сведениями о развитии города за три десятилетия.
До самой смерти Николай Павлович Литвинов занимался медициной и пропагандой истории Новосибирска.
Умер в 1937 году, похоронен в Новосибирске.

## Память
Новосибирский областной Союз журналистов предлагал установить памятник Литвинову на пересечении Коммунистической и Советской улиц.